# Plünderich
Plünderich ist eine deutsche Tragikomödie des Regisseurs Tim Kochs aus dem Jahr 2023, deren Handlung vor dem Hintergrund des Braunkohlebergbaus und den daraus resultierenden Folgen der Ortsumsiedlung spielt. Der Spielfilm ist Kochs Debüt und feierte seine Uraufführung am 26. Oktober 2023 bei den Hofer Filmtagen. Am 2. März 2025 wurde Plünderich in Das Erste ausgestrahlt.

## Handlung
Marcel Lange ist ein ehrgeiziger Jungunternehmer mit großen Plänen. In seiner Heimat, dem rheinischen Braunkohlerevier, möchte er mit Unterstützung seines Arbeitgebers und des Energiekonzerns „ÖZEV“ sein altes Heimatdorf umbauen. Dessen Bewohner sollen dieses verlassen und in den neuen High-End-Ort „Neu-Plünderich“ ziehen. Voller Tatendrang überzeugt Marcel seinen Mentor und Vorgesetzten Hartmut, die erste Villa in „Neu-Plünderich am See“ zu bauen. Doch um den Konzern ÖZEV vollends zu überzeugen, muss das alte Dorf komplett geräumt sein.
Dabei steht Marcel allerdings seine eigene Schwester Franca im Weg. Diese hat das alte Elternhaus in „Alt-Plünderich“ besetzt und weigert sich nun, es zu verlassen. Mit ihrer Aktion will sie die Zerstörung der Natur und des Heimatortes verhindern. Um ihrer Haltung Nachdruck zu verleihen, plant Franca, einen Elektrospeicher zu entwickeln, der sich aus Sonnenenergie speist. Von ihm soll das gesamte Dorf seinen Nutzen haben und so autark werden. Zusammen mit ihrem Kumpel Vitali und ihrem eifersüchtigen Ex-Freund Uwe, der als ÖZEV-Mitarbeiter die Seiten gewechselt hat, tut Franca alles, um Alt-Plünderich zu schützen, und verteidigt ihr Elternhaus.

## Produktion
Tim Kochs und Konstantin Koewius schrieben gemeinsam das Drehbuch zu Plünderich. Mit der von ihnen gegründeten und in Düsseldorf ansässigen Filmproduktionsfirma TIKOMA – Film GmbH und der finanziellen Unterstützung der Film- und Medienstiftung NRW produzierten sie den Spielfilm. Der WDR fungierte dabei als Co-Produzent des Filmes.

## Auszeichnungen
- 2023: Kinofest Lünen – Nominierung für den Publikumspreis Lüdia für Plünderich